# هیزویک
هیزویک (به هلندی: Heeswijk) یک منطقهٔ مسکونی در هلند است که در مونت‌فورت واقع شده‌است. هیزویک ۳۲۰ نفر جمعیت دارد.